# 大印度尼西亞

「大印度尼西亞」概念包括現今的馬來西亞、文萊、新加坡、印度尼西亞和東帝汶。

「大印度尼西亞」或「大馬來由」（ or ）是一個由馬來左傾人士提倡的政治概念，其構思是把馬來半島、北部婆羅洲和荷属東印度群島在內的馬來民族國家統合成一個獨立的政治實體。這個理念在1920年代末期獲得苏丹依德理斯师范学院師生與校友的擁護，同時在1950年代在蘇門達腊和爪哇得到穆罕默德·纳席尔和蘇卡諾的響應支持。
當時的時代正值一個反殖民地、反帝國主義以及爭取民族自決的歷史階段，也是各種意識形態及價值認同產生權衡與競爭的時期，在馬來群島的各個地方形成了不同的政治主張與文化思潮。

## 殖民地時期的構思發展
1920年代末期，荷属東印度的獨立運動促使「大印度尼西亞」理念的產生，同時候，在馬來亞半島則有左傾人士以「大馬來由」理念響應。當時，荷属東印度的民族主義激进青年對「大印度尼西亞」持有强烈的信念，期盼「印度尼西亞」脱離殖民地政府的統治，成為一個主權獨立的新興國家。1928年，來自群島各地的民族主義激进青年在雅加達宣誓了《青年誓言》，宣佈三個理念，即：「視印度尼西亞為唯一的祖國，成為單一的印度尼西亞國族，認同印度尼西亞語是統一的語言。」
「大馬來由」的構思是由蘇丹依德利斯師範學院的歷史系講師阿都哈迪·哈山所提出，泛馬來主義認為馬來群島是由單一種族構成，族群間擁有相似的語言、宗教和文化思想，援引馬來世界或努山達拉的概念指出，被英荷殖民統治的英属馬來亞、北婆三邦和荷属東印度，是室利佛逝、滿者伯夷、滿剌加和柔佛-廖內王朝的固有領土，這些領土後來被英國和荷蘭殖民者所分裂。
在當時的馬來亞，馬來知識份子分為三個派系：一是受阿拉伯教育的回教知識份子，回教知識份子又分為激進的改革派（少壯派）和保守的宗教司派（元老派），在政治立場上偏向於獲得馬來人在宗教方面的認同；一是受英文教育並忠於英殖民政府的右傾知識份子，主要為公務員、貴族和王室子弟，在政治立場上偏向於獲得馬來人對本土、土邦與蘇丹的認同；一是受馬來文教育的左傾知識份子，主要為教師、記者和作家，在政治立場上偏向於獲得馬來人對語言、民族和文化的認同。而由依布拉欣·耶谷在1938年成立的馬來青年團是一個對「大馬來由」持有强烈信念的馬來民族主義組織，也是其中一個激進的左傾團體。

## 日據時期
二戰期間，「大印度尼西亞」理念獲得日本法西斯的鼓舞和支持，日本承諾將會統合荷属東印度、馬來亞和婆羅洲，並給予獨立，這表示說，日軍將在佔領這些地區以後，實現「大印度尼西亞」的理念。在1945年7月，由依布拉欣·耶谷和布哈努丁博士領導的半島印度尼西亞人民協會（即是後來的特別印度尼西亞人民力量）於英屬馬來亞成立，目的是實現馬來半島脱離英國的統治，並與印度尼西亞共和國結盟，在此之前，該計劃已諮詢過蘇卡諾和哈達。
在1945年8月12日，依布拉欣·耶谷在霹雳太平與蘇卡諾、哈達和拉吉曼博士會面，蘇卡諾此行是從西貢回雅加達的航途中，在太平機場進行轉機。此前，蘇卡諾在越南大叻與日軍元帥寺內壽一會晤，商討有關印度尼西亞的獨立，並從寺內的手中接受日本帝國應允印度尼西亞獨立的直接聲明。耶谷在此期间表示，他打算將馬來半島和印度尼西亞聯合獨立。通過這次的短暫面談後，蘇卡諾、耶谷與哈達三人携手道：「讓我們為印度尼西亞的所有子民建立一個共同的祖國。」
蘇卡諾和穆罕默德·纳席尔是認同大聯盟理想的印度尼西亞民族主義者和獨立先驅，但是他們不願意接受「大馬來由」的想法，並提出了「大印度尼西亞」的替代方案。基本上，「大馬來由」和「大印度尼西亞」的概念是如出一轍的，分歧是在於兩方面對「馬來」一詞的不同理解，在馬來群島的多數地區，「馬來」一詞常是被理解為是馬來族群（ethnic Malay），而不是馬來民族（Malay race）。馬來族群是眾多族群中的其中之一，與米南加保、亞齊、爪哇、巽他、馬都拉、巴厘、達雅、武吉斯、望加錫、安汶等族群地位平等。而被馬來亞理解的馬來民族是將不同的族群統合在一個共同的族群、宗教、文化和種族之下，人民力量中心-全马联合行动理事会在1947年擬定的《人民憲章》草案中就有明言「馬來亞的公民稱為馬來人。」 這和印度尼西亞方面的理想不符，而且被認為是帶有風險的，此外也不符合事實，印度尼西亞東部的族群，如巴布亞、安汶和東努沙登加拉（弗洛雷斯和東帝汶）就不属於馬來-南島民族，而是屬於美拉尼西亞民族。
然而在1945年8月15日，裕仁天皇通過電台廣播宣布日本帝國全面投降，印度尼西亞共和國倉促於8月17日宣布獨立；8月19日，在馬來半島失勢的耶谷乘搭軍機携同妻子瑪麗亞-敦·西拉惹、姻親奥南·西拉惹和哈山·馬南飛抵雅加達避難。此後，耶谷繼續在印度尼西亞鼓吹他的政治理念，直到他於1979年在雅加達逝世為止。隨著日本軍國主義的沒落，馬來半島與印度尼西亞聯盟的想法開被認為是不合時宜的，從此以後再也沒有被提出。然而有一部分的殘留日本兵堅持相信，他們在道德上有義務協助馬印脫離殖民地的統治，自願留下對抗殖民地政府，印尼部份的殘留日本兵參加過印尼的獨立戰爭，後來被埋葬在雅加達卡利巴達國家英雄公墓； 馬來亞部份的殘留日本兵加入馬來亞人民抗日軍，後來受到萊特的處決，另一部份參加馬來亞共產黨隱藏在馬泰邊境，最後也被遣返回日本。
印度尼西亞在宣佈印度尼西亞獨立宣言後，又經過了1945年至1949年的獨立戰爭，最終於1949年透過圓桌會議的談判方式獲得荷蘭承認擁有主權，此時在海峽對岸的馬來半島於戰後重歸英國的殖民統治。

## 馬印衝突和大印度尼西亞理想

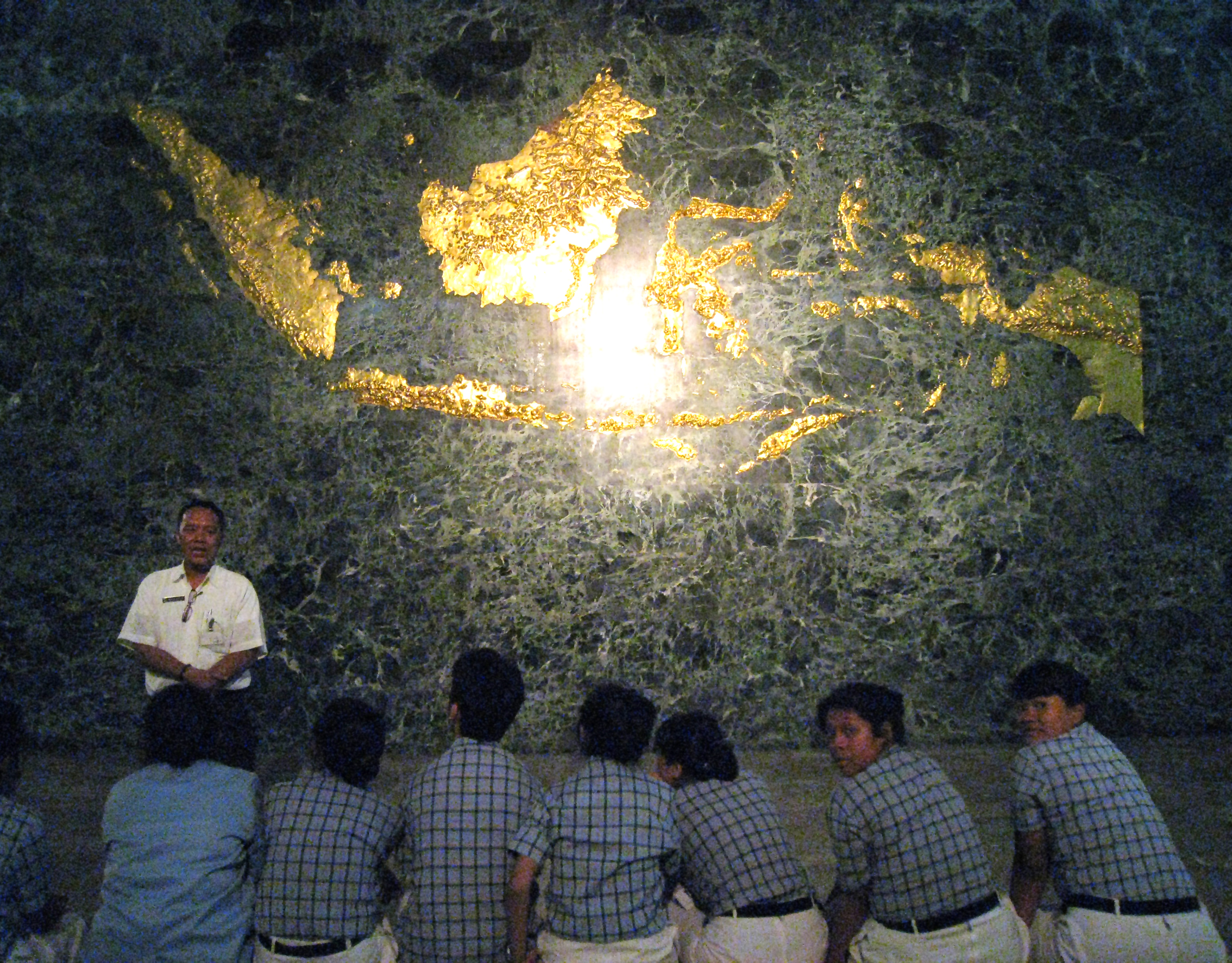
雅加達印尼國家紀念塔內的努山達拉或印度尼西亞群島金箔地圖，地圖上劃定的區域包括了沙巴、砂拉越、汶萊和東帝汶，這是蘇卡諾為抗衡「馬來西亞」而做出的設想。

二戰後，「大印度尼西亞」的理念沉寂了一段時期。直到1950年代末期，蘇卡諾强烈反對英國政府與东姑阿都拉曼聯合倡議的「馬來西亞」計劃，「馬來西亞」的概念是將馬來半島和北部婆羅洲聯盟成一個新興國家。這種敵對的政治立場，導致1960年代初期的印度尼西亞-馬來西亞對抗，並在婆羅洲引起持續不斷的小規模跨界戰鬥和軍事滲透。蘇卡諾認為，這個稱為「馬來西亞」的國家是被英國控制的傀儡國家，目的是通過「馬來西亞」間接統治東南亞，稱之為是東南亞的新帝國主義和新殖民主義。然而，有其它的分析指出，蘇卡諾對抗「馬來西亞」的真正目的，是為了吞併馬來半島和婆羅洲，完成先前提出的「大印度尼西亞」理念。而另一方面，「馬來西亞」也遏制印度尼西亞成為區域霸主的野心。
在1965年，九·三〇運動政變未遂，蘇哈托乘機架空蘇卡諾的權力，順勢推翻親蘇共的蘇加諾政權。經過這次的內部衝突後，印度尼西亞改變以往的政治立場，寓意馬印之間的爭執也將告一段落。1966年5月28日，馬印雙方在曼谷達成了一項安全協議，同意以和平方式解决這場糾紛。馬印衝突在6月結束後，馬印雙方在8月11日簽属了一份和平協議，並在兩天以後正式建交。在這份協議中，雙方認同彼此是獨立的個別政體，同時承認對方擁有行使主權的權力。
協議達成後，印度尼西亞開始面對本國內的經濟和團結問題，最終，蘇哈托以鐵腕政策解决多元文化引起的矛盾和衝突，以維護政權的穩定。1975年，印度尼西亞吞併前葡萄牙殖民地東帝汶，東帝汶後來於2002年獨立。印度尼西亞也遭遇其它的各種問題，如經濟危機、亞齊與巴布亞的分離主義運動，同時也面對區域範圍的恐怖主義威胁。印度尼西亞試圖營造一個民族多樣性的多元社會，以「存異求同」及「建國五項原則」的跨疆界意識型態將不同族群團結統一。作為東南亞的第一大國，印度尼西亞似乎將自己假設為東協各國的領導，以滿足它的區域野心。
在另一方面，馬來西亞正在努力解决國家建設和跨種族關係問題，特別是佔人口多數的馬來人和佔人口少數的華人及印度人之間的緊張關係，這個問題至今依然困擾馬來西亞政壇。種族關係、國民團結和公民權利是土著與马来西亚華人及印度人之間面對的重大議題，非土著依然被馬來主權擁戴者認為是外來者或寄居者，這些議題也導致新加坡後來脱離馬來西亞。
在婆羅洲，汶萊蘇丹選擇不參與「馬來西亞」，一直接受英國的保護，直到1984年為止。因為半島和婆羅洲之間持有不同的觀點和詮釋，「馬來西亞」也為沙巴和砂拉越人民帶來了新的政治議題，聯邦政府認為沙巴和砂拉越是「加入」馬來西亞，「聯邦」是在1957年8月31日「獨立」的；沙巴和砂拉越黨政團體則認為馬來亞聯合邦、新加坡、北婆羅洲和砂拉越是「共建」馬來西亞，「聯邦」是在1963年9月16日「成立」的。
當參與「大馬來由」或「大印度尼西亞」建國概念的政治人物和組織都已經淡出政治舞台的時候，「大聯盟」的民族統一理想也從政壇上消失，至今已沒有任何政治人物或政黨派系提出「大馬來由」或「大印度尼西亞」的參政理念。

## 另見
- 馬菲印聯盟（英语：Maphilindo）
- 伟大的印度尼西亚
- 马来世界
- 努山達拉宏願（英语：Wawasan Nusantara）
- 印度尼西亚－馬來西亞關係

## 註解
1. ↑  PUTERA-AMCJA在《人民憲章》將「馬來人」定義為具有包容性的國族（nation）公民身份，其中沒有任何種族（race）和宗教因素，各族人民一律同等；與後來《聯邦憲法》中「馬來人」帶有族群（ethnic group）和宗教義務，強調馬來君主、土著和宗教地位，並暗示馬來（西）亞是「馬來人的土地」的政治概念，並不相同。